# Share (2019)
Share é um filme de drama escrito e dirigido por Pippa Bianco lançado no Festival Sundance de Cinema 2019. É baseado em um curta-metragem de Bianco.
O filme segue a história de Mandy, uma garota de 16 anos que é condenada ao ostracismo após um vídeo no qual está inconsciente e rodeada por garotos se tornar um viral.

## Elenco
- Rhianne Barreto .... Mandy
- Charlie Plummer
- Poorna Jagannathan
- J.C. Mackenzie
- Lovie Simone
- Nicholas Galitzine
- Danny Mastrogiorgio .... Tony
- Jhaleil Swaby .... Mason

## Produção
Em maio de 2015, foi anunciado que Pippa Bianco estava adaptando o curta em um roteiro de longa metragem, com a Parkwood Entertainment produzindo. Em janeiro de 2016, o Sundance Institute selecionou o filme para o seu Laboratório de roteiristas. Em março de 2017, foi anunciado que a A24 iria distribuir o filme, com Rhianne Barreto no elenco. Em outubro de 2017, Charlie Plummer, Poorna Jagannathan, JC Mackenzie e Lovie Simone foram escalados para o filme, com Scott Rudin, Eli Bush produzindo executivamente o filme, com Matthew Parker Carly Hugo e Tyler Byrne servindo como produtores, sob a Scott Rudin. Productions, respectivamente. A filmagem começou em outubro de 2017.

## Recepção
No site agregador de críticas Rotten Tomatoes, 83% das 29 resenhas dos críticos são positivas, com uma classificação média de 7,5/10. O consenso do site diz: "Severo, mas atraente, Share evita o didatismo mecânico graças à direção sensível e desempenhos centrais comprometidos."
O Metacritic, que usa uma média ponderada, atribuiu ao filme uma pontuação de 73 em 100, baseado em 8 críticos, indicando críticas "geralmente favoráveis".